# Petre Roșca
Petre Roșca (n. 22 octombrie 1922, Ploiești, România – d. martie 1981) a fost un călăreț român, laureat cu bronz la Moscova 1980. 

## Distincții
- Ordinul „Meritul Sportiv” clasa a III-a (15 aprilie 1981) „pentru rezultatele deosebite obținute la Jocurile olimpice de vară de la Moscova — 1980, precum și pentru contribuția adusă la dezvoltarea activității sportive și la creșterea prestigiului sportului românesc pe plan internațional”[4]